# Jekaterina Djatjenko
Jekaterina Vladimirovna Djatjenko (ryska: Екатерина Владимировна Дьяченко), född den 31 augusti 1987 i Leningrad i Sovjetunionen, är en rysk fäktare. 
Vid olympiska sommarspelen 2016 i Rio de Janeiro tog hon en guldmedalj i lagtävlingen i sabel.
Djatjenkos största individuella tävlingsframgång är ett silver vid VM 2013, där hon också tog silver i lagtävlingen. Hon har även tagit ett individuellt brons vid VM året därefter samt tre VM-guld med det ryska laget (2011, 2012 och 2015).